# トルコ5人組
トルコ5人組（Türk Beşleri）はトルコのクラシック音楽を開拓した5人の作曲家のことである。彼らはみな20世紀の最初の10年間に生まれ、トルコ共和国の初期、特にケマル・アタテュルクとイスメト・イノニュが大統領を務めた時期に活躍した。彼らはこの2人の大統領との接触をもち、トルコの西洋化を進める上で激励を受けた。

## トルコ5人組の作曲家
- アフメト・アドナン・サイグン（Ahmet Adnan Saygun）
- ウルヴィ・ジェマル・エルキン（Ulvi Cemal Erkin）
- ジェマル・レシット・レイ（Cemal Reşit Rey）
- ハサン・フェリット・アルナル（Hasan Ferit Alnar）
- ネジル・カズム・アクセス（Necil Kazım Akses）